# 白凡逸志
『白凡逸志』（はくぼんいっし、ペクポムイルチ）は金九（キム・グ）が著した自叙伝。上編と下編、そして「私の念願」というエッセイをまとめて1947年に出版された。白凡（ペクポム）は金九の号。独立運動に奔走した金九が自らの実体験を著したもので、その証言に歴史的価値が認められ1997年6月12日、韓国の宝物第1245号に指定された。

## 執筆時期と構成
『白凡逸志』は大きく3回の執筆時期に分けられる。上編にあたる部分は1928年から1929年頃、金九が53歳で上海臨時政府で活動していたときに自分の息子達に宛てて書かれたものである。執筆場所は上海法租界馬浪路普慶里4号大韓民国臨時政府庁舎。下編にあたる部分は1943年頃、67歳の時に重慶で出版を意識して執筆された。執筆場所は重慶和平路呉師翁巷1号大韓民国臨時政府庁舎。下編の最後の部分は1946年から1947年頃、金九が帰国してから付け加えられたものである。
本書は1947年12月15日に『金九自叙伝　白凡逸志』として図書出版国士院から出版された。その際、解放後間もない頃に執筆されたであろうと思われる「私の念願」という文が付録された。その後、何回か再版され、1960年に白凡金九先生紀念事業協会によって改訂版が発行され、それが今日まで発行され続けている。草本原稿は上編は万年筆で、下編は毛筆で漢字ハングル混合体で書かれていたが、出版にあたっては純ハングル文に訂正された。

## 内容
『白凡逸志』は金九の自叙伝であり、その内容は金九の先祖から始まって、金九の幼年時代、青年時代を経て独立運動志士として活動するに至るまでを詳細に語っている。それらは一貫して深い愛国精神の実践です。民族を最優先し、どうしても左右が一緒に行かなければならないと思ったキム・グだったが、一方では共産主義に対する強い懐疑心を隠していない。よって、本書に記された歴史の記述は金九が当時の社会をどのように認識していたのかを知る資料として読むべきである。